# Starkowo (obwód kurski)
Starkowo (ros. Старково) – wieś (ros. село, trb. sieło) w zachodniej Rosji, centrum administracyjne sielsowietu starkowskiego w rejonie oktiabrskim (obwód kurski).

## Geografia
Miejscowość położona jest nad rzeką Suchaja Rogozna (lewy dopływ Rogozny), 11 km na północny zachód od centrum administracyjnego rejonu (Priamicyno), 20 km na zachód od Kurska, 15,5 km od drogi magistralnej (federalnego znaczenia) M2 «Krym».
We wsi znajduje się 119 posesji.
Klimat
Miejscowość, jak i cały rejon, znajduje się w strefie klimatu kontynentalnego z łagodnym ciepłym latem i równomiernie rozłożonymi opadami rocznymi (Dfb w klasyfikacji klimatów Köppena).
|                            | Sty  | Lut  | Mar  | Kwi  | Maj  | Cze  | Lip  | Sie  | Wrz | Paź  | Lis  | Gru  |
| -------------------------- | ---- | ---- | ---- | ---- | ---- | ---- | ---- | ---- | --- | ---- | ---- | ---- |
| Najwyższe temperatury (°C) | -4,3 | -3,3 | 2,5  | 12,8 | 19,2 | 22,4 | 25,1 | 24,4 | 18  | 10,4 | 3,2  | -1,3 |
| Najniższe temperatury (°C) | -8,8 | -8,9 | -5,1 | 2,5  | 8,9  | 12,8 | 15,7 | 14,7 | 9,6 | 3,8  | -1,3 | -5,5 |
| Opady (mm)                 | 52   | 45   | 48   | 51   | 63   | 72   | 75   | 56   | 59  | 59   | 48   | 49   |
| Ilość dni z opadami        | 8    | 8    | 8    | 7    | 8    | 9    | 9    | 6    | 7   | 7    | 7    | 8    |

## Demografia
W 2010 r. wieś zamieszkiwały 294 osoby.